# Mecaphesa deserti
Mecaphesa deserti là một loài nhện trong họ Thomisidae.
Loài này thuộc chi Mecaphesa. Mecaphesa deserti được miêu tả năm 1965 bởi Schick.